# Issirac
Issirac ist eine französische Gemeinde mit 320 Einwohnern (Stand: 1. Januar 2022) im Département Gard in der Region Okzitanien (vor 2016: Languedoc-Roussillon); sie gehört zum Arrondissement Nîmes und zum Kanton Pont-Saint-Esprit. Die Einwohner werden Issiracois genannt.

## Geografie
Issirac liegt etwa 50 Kilometer nordnordöstlich von Nîmes und etwa 30 Kilometer nordwestlich von Orange. Umgeben wird Issirac von den Nachbargemeinden Le Garn im Norden, Laval-Saint-Roman im Nordosten, Saint-Christol-de-Rodières im Osten, Cornillon im Süden, Saint-André-de-Roquepertuis im Süden und Südwesten, Montclus im Westen sowie Orgnac-l’Aven im Nordwesten.

## Bevölkerungsentwicklung
| Jahr                       | 1962 | 1968 | 1975 | 1982 | 1990 | 1999 | 2006 | 2017 |
| Einwohner                  | 137  | 152  | 150  | 150  | 163  | 180  | 211  | 310  |
| Quellen: Cassini und INSEE |      |      |      |      |      |      |      |      |

## Sehenswürdigkeiten
- Kirche Saint-Étienne